# Rödskär (Saltvik, Åland)
Rödskär är en ö i Åland (Finland). Den ligger i Skärgårdshavet och i kommunen Saltvik i landskapet Åland, i den sydvästra delen av landet. Ön ligger omkring 36 kilometer norr om Mariehamn och omkring 270 kilometer väster om Helsingfors.
Öns area är 5 hektar och dess största längd är 500 meter i nord-sydlig riktning.